# القریتین
القریتین یک منطقهٔ مسکونی در سوریه است که در استان حمص واقع شده است.

## خصوصیات
القریتین ۱۴٬۲۰۸ نفر جمعیت دارد.